# Platyderus bolivari
Platyderus bolivari – gatunek chrząszcza z rodziny biegaczowatych. Endemit Hiszpanii.

## Taksonomia
Gatunek ten opisany został po raz pierwszy w 2011 roku przez Aleksandra Aniszczenkę na łamach „Baltic Journal of Coleopterology”. Jako miejsce typowe wskazano gminę Cala w hiszpańskiej prowincji Huelva. Epitet gatunkowy nadano na cześć Cándida Bolívara Pieltaina, który w 1915 roku odłowił materiał typowy. W obrębie podrodzaju nominatywnego rodzaju Platyderus omawiany takson zaliczono do grupy gatunków ruficollis-subcrenatus.

## Morfologia i zasięg
Chrząszcz o ciele długości od 7,5 do 7,6 mm, ubarwionym czerwonobrązowo z jaśniejszymi czułkami, głaszczkami i odnóżami. Głowa jest zaokrąglona, o powierzchni grzbietowej niepunktowanej, z parą wyraźnych, szerokich, nieregularnego kształtu wcisków na czole. Przedni brzeg wargi górnej jest lekko wykrojony. Owłosienie czułków zaczyna się od członu czwartego. Oczy są płaskie. 1,32 raza szersze niż dłuższe przedplecze ma rozwarte i zaokrąglone kąty tylne oraz wszystkie krawędzie obrzeżone. Dołki przypodstawowe przedplecza są długie, podłużne, głębokie, silnie punktowane, od brzegów bocznych oddzielone spłaszczonymi i pokrytymi dużymi punktami powierzchniami. Lekko wyniesiony dysk przedplecza ma wyraźną, głęboką, prawie dochodzącą do krawędzi przedniej i tylnej linię pośrodkową. Pokrywy są wydłużone, owalne, najszersze w połowie długości, o zaokrąglonych i pozbawionych ząbków kątach barkowych. Podstawa pokryw obrzeżona jest na całej szerokości. Rzędy są na całej długości równej głębokości, punktowane. Międzyrzędy są drobno punktowane u nasady, te od pierwszego do trzeciego są nieco wysklepione, pozostałe zaś płaskie. W okolicy tarczki obecny jest rządek przytarczkowy i chetopor (punkt szczecinkowy) przytarczkowy. Chetopor środkowy umieszczony jest na trzecim rzędzie. Skrzydła tylnej pary są uwstecznione. Spód ciała ma drobno punktowane pleury przedtułowia (propleury) i episternity śródtułowia (mezepisternity), silnie i gęsto punktowane episternity zatułowia (metepisternity) i zapiersie (metawentryt) oraz gładkie, niepunktowane sternity odwłoka. Genitalia samca mają endofallus położony w poprzek płata środkowego edeagusa, zaopatrzony w niesymetryczne guzki nasadowo-boczny wewnętrzny i nasadowo-boczny grzbietowy, ten pierwszy znacznie mniejszy od drugiego.
Owad palearktyczny, endemiczny dla Andaluzji w Hiszpanii, znany tylko z lokalizacji typowej.